# Церковь Александра Невского (Краматоровка)
Церковь Александра Невского — православный храм в честь Александра Невского в селе Краматоровка.

## История
В июне 1908 года возле селения Краматоровка (ныне в черте города Кривой Рог) началось строительство церкви в честь Александра Невского.
В 1909 году прошло освящение, на котором были крестьяне из сёл Краматоровки, Божедаровки, Глееватки, присутствовали горный инженер, управляющий Александровским рудником Владимир Мухин и местная помещица, дворянка Анастасия Харченко. Храм построен на средства рабочих и крестьян близлежащих сёл и средства инженера Мухина и помещицы Харченко. Председателем церковного попечительного совета избран инженер Мухин, живший неподалёку с семьёй.
В годы гражданской войны храм продолжал работу.
В 1927 году рудничное руководство по указанию городских властей инициировало обращение в Криворожский городской совет от имени 1217 горняков об изъятии церковных колоколов.
К концу 1929 года в церкви насчитывалось 519 прихожан.
9 декабря 1930 года последовало обращение в горсовет о закрытии церкви. На начало 1931 года в приходе оставалось 69 прихожан, в августе — 26. В августе 1931 года проведена последняя служба, на которой присутствовало 16 прихожан.
В 1930-е годы в храме устроили сначала клуб, затем рудничный склад.
В 1941 году, с начала немецкой оккупации, религиозная община заняла постройку и до 1955 года удерживала её, храм снова работал.
В 1955 году руководство и комитет профсоюза рудника имени Розы Люксембург обратились с требованием вернуть находившееся на балансе рудника помещение, указывая на потребность рабочих в спортивном зале — до войны здание было капитально переоборудовано под спортзал. 5 апреля 1960 года ходатайство поддержано Криворожским городским и 19 апреля 1960 года Днепропетровским областным советами. 14 июня 1960 года с изъятием согласился Совет по делам РПЦ, предоставив общине право найти новое помещение.
Последним настоятелем был священник Борис Марко, служивший в приходе с декабря 1956 года.
Весной 1964 года церковь была разрушена.
Летом 2011 года во главе с настоятелем церкви Архистратига Михаила отцом Михаилом проведён молебен, установлен покаянный крест, иконостас, оборудованы лавочки, высажены цветы.

## Характеристика
Крестовокупольный в плане храм с укороченными ветвями, прямоугольной апсидой и невысокой прямоугольной колокольней над притвором. Внутреннее пространство увеличивалось за счёт большого купола на высоком 8-гранном барабане.
К приходу относились сёла Божедаровка, Глееватка, рабочие посёлки Александровского и Колачевского (до 1911) рудников.